# Philip Hershkovitz

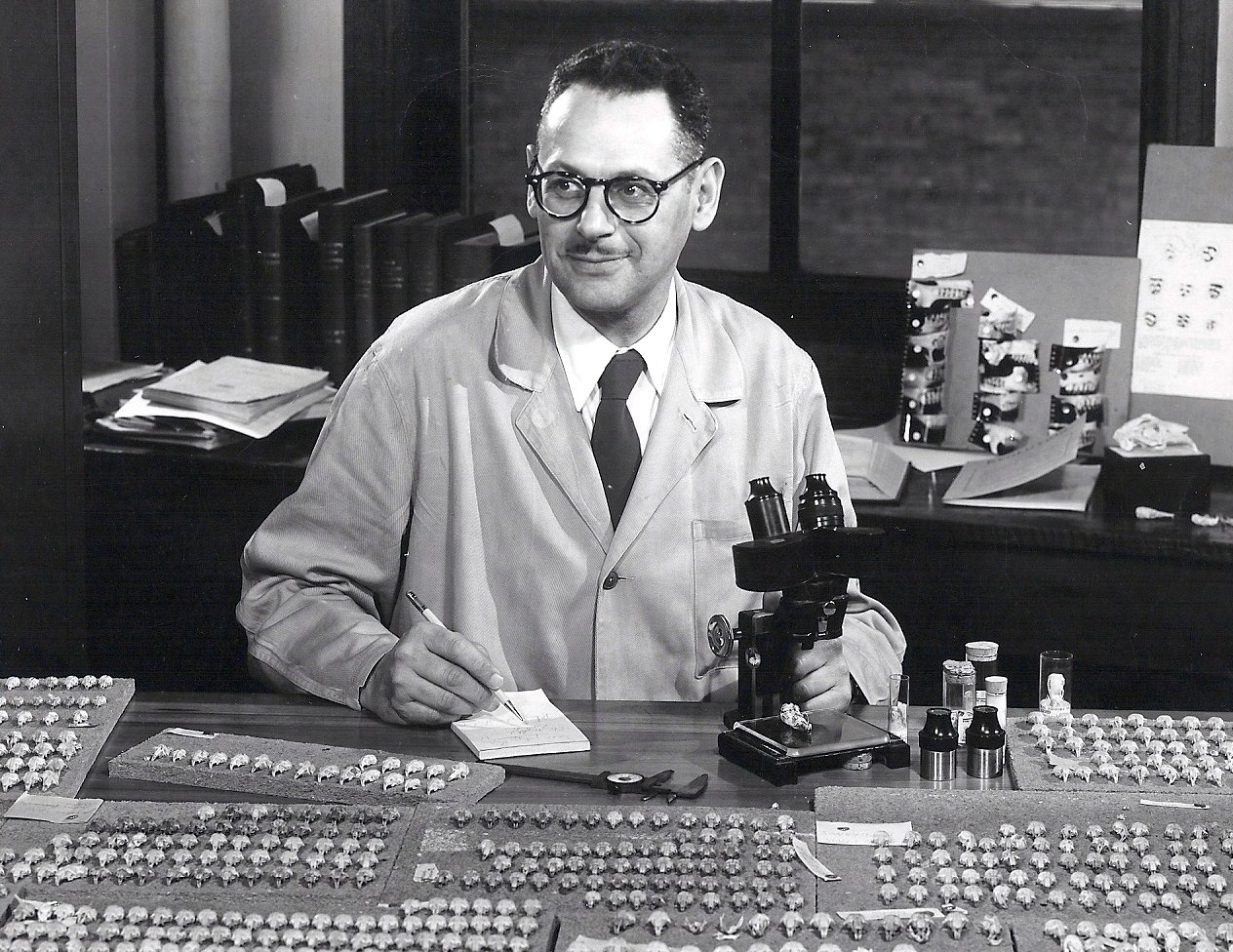
Philip Hershkovitz ca. 1960 während seiner Revision der Phyllotini (Sigmodontinae).

Philip Hershkovitz (* 12. Oktober 1909 in Pittsburgh, Pennsylvania; † 15. Februar 1997 in Chicago, Illinois) war ein US-amerikanischer Mammaloge und Kurator am Field Museum of Natural History. Sein Schwerpunkt bildeten die Evolution, Taxonomie und Nomenklatur der neotropischen Säugetiere.

## Leben

### Frühe Jahre und Ausbildung
Philip Hershkovitz war das zweite von vier Kindern und einziger Sohn von Aba Hershkovitz und Bertha Halpern. Im Februar 1927 machte er seinen Abschluss an der Schenley High School und schrieb sich 1929 an der University of Pittsburgh mit dem Hauptfach Zoologie ein. Dort war er in den Jahren 1930 und 1931 studentische Hilfskraft am Department of Zoology. Da Hershkovitz bereits zu dieser Zeit sein Hauptaugenmerk auf die Mammalogie legte, wurde ihm der Vorschlag unterbreitet, sich an der Harvard University, der University of Michigan oder der University of California, Berkeley einzuschreiben.
1931 wechselte Hershkovitz an die University of Michigan in Ann Arbor, auf Grund der Nähe zu seiner Heimatstadt, und arbeitete dort 1931/32 am Museum of Zoology der University of Michigan unter Professor und Kurator Lee Raymond Dice (1887–1977). Wegen der in den 1930er Jahren in den Vereinigten Staaten herrschenden Great Depression verdiente er sich als Taxidermist zusätzlich etwas Geld. Im Sommer 1932 unternahm er auch seine erste Feldstudie: im Auftrag von Eduard Uhlenhuth (1885–1961), Anatom an der University of Maryland School of Medicine, sammelte er im Gebiet um San Marcos, Texas blinde Höhlensalamander (Eurycea rathbuni). Während seiner Reise nach Texas machte Hershkovitz einen Zwischenstopp in Chicago, um Freunde zu besuchen, und befreundete sich dort mit Colin Campbell Sanborn, Kurator für Säugetiere am Field Museum of Natural History.
Im Jahr 1933 musste Hershkovitz sein Studium unterbrechen, da er nicht mehr im Stande war, die Studiengebühren aufzubringen. Im gleichen Jahr übersiedelte er mit der Grace Line von New York nach Guayaquil, Ecuador, da dort die Lebenshaltungskosten, so sagte man ihm, am geringsten wären. 1937 kehrte er mit einer reichhaltigen Sammlung ecuadorianischer Säugetiere für das Museum of Zoology in die Vereinigten Staaten zurück und immatrikulierte sich wieder an der University of Michigan. Im Jahr darauf, 1938, erlangte er seinen Bachelor of Science. Von 1938 bis 1941 arbeitete Hershkovitz weiter an seiner Sammlung am Museum unter der Leitung von Kurator William Henry Burt; Dice war an das Laboratory of Vertebrate Genetics der University of Michigan gewechselt. 1940 erlangte Hershkovitz seinen Master of Science und begann danach sofort sein Doktorstudium.
1941 wurde er von Helen Gage, Kuratorin für Reptilien und Amphibien des Museums of Zoology, auf das Walter Rathbone Bacon Travelling Scholarship des National Museum of Natural History aufmerksam gemacht. Das Stipendium war eigentlich Postdoktoranden vorbehalten, aber Remington Kellogg (1892–1969) vom National Museum ermutigte Hershkovitz sich zu bewerben. Hershkovitz wurde das Stipendium zugesprochen und reiste sofort nach Washington, D.C. und begutachtete dort die spärliche Sammlung an neotropischen Säugetieren für zwei Monate. Die nächsten zwei Jahre, von 1941 bis 1943, verbrachte er in Kolumbien und sammelte dort Wirbeltiere und Ektoparasiten.
Durch den Zweiten Weltkrieg wurde Hershkovitzs Arbeit 1943 unterbrochen. Er wurde dem Office of Strategic Services zugeteilt. Während seiner Dienstzeit in Frankreich heiratete er 1946 Anne Marie Pierrette, zusammen hatten sie drei Kinder (Francine, Michael und Mark). Zurück in den Vereinigten Staaten setzte er 1946/47 seine Forschungen in Washington, D.C. fort.

### Field Museum of Natural History
1947 wurde Hershkovitz eine Stelle als Assistant Curator für Säugetiere am Field Museum of Natural History in Chicago angeboten. Er nahm die Stelle an, konnte dadurch aber sein Doktorstudium nicht zu Ende führen. 1948 übersiedelte er mit seiner Familie nach Kolumbien, um seine bereits mit dem Bacon Scholarship begonnenen Feldstudien fortzusetzen. Dort verblieb er bis ihn Sanborn 1952 zurückbeorderte, um seinen Kuratorverpflichtungen endlich nachzukommen. Mit Karl Patterson Schmidt, Chefkurator der Abteilung für Zoologie zu dieser Zeit, verstand sich Hershkovitz bestens. Er nahm seine Verpflichtungen als Kurator wahr und wurde 1954 zum Associate Curator und 1956 zum Full Curator befördert.
Nachfolger des 1955 in den Ruhestand gegangenen und 1957 verstorbenen Schmidt wurde der Ornithologe Austin Loomer Rand. Mit ihm Verband Hershkovitz ein weniger gutes Verhältnis und er zog sich immer mehr aus dem Tagesgeschäft zurück. Dies gipfelte 1961 in der Ernennung von Joseph B. Moore zum Kurator für Säugetiere; Hershkovitz erhielt die Position als Research Curator, eine Stelle die bis dahin nie existiert hatte.
Während seiner Zeit am Field Museum unternahm er noch größere Expeditionen nach Suriname (1960–1961) und Bolivien (1965–1966).

### Ruhestand und Tod

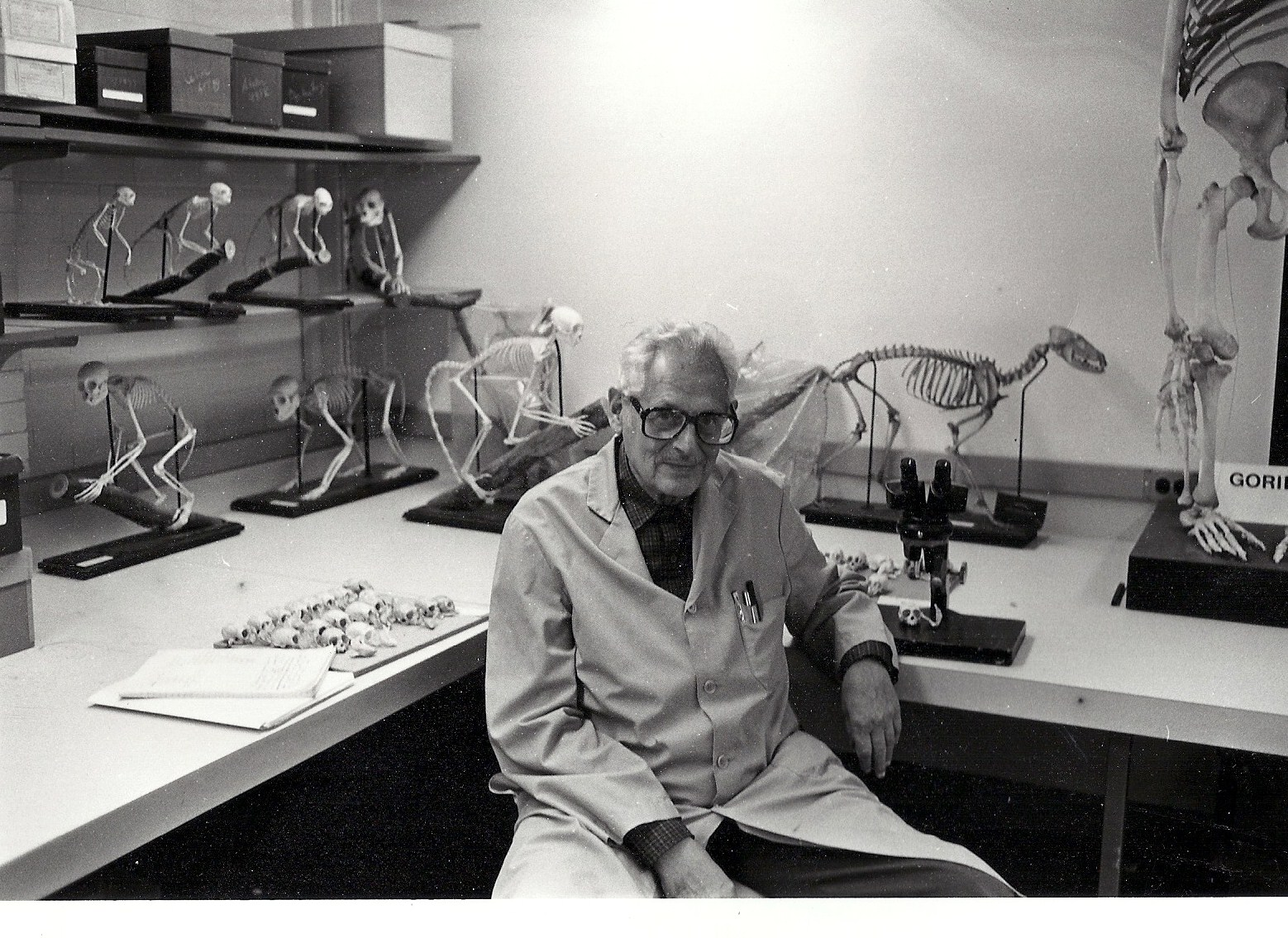
Philip Hershkovitz ca. 1987

1971 ging Philip Hershkovitz in den Ruhestand, arbeitete aber weiterhin als Curator Emeritus am Field Museum. Auch Feldforschung betrieb er noch bis ins hohe Alter. Von 1980 bis 1981 war er auf Expedition in Peru. Die folgenden Jahre führten ihn an verschiedene Orte in Brasilien: 1984 an den Amazonas, 1986 in die Cerrados und von 1987 bis 1989 und 1992 in den Atlantischen Regenwald an der Ostküste. Insgesamt verbrachte Hershkovitz fast 15 Jahre in Südamerika und arbeitete 50 Jahre am Field Museum.
Hershkovitz arbeitete bis kurz vor seinem Tod. Während er im Januar 1997 ins Krankenhaus eingeliefert wurde, befanden sich fünf Artikel im Druck und er bearbeitete gerade einen Artikel über die Nacktschwanzbeutelratte (Metachirus nudicaudatus). Am 15. Februar 1997 verstarb Hershkovitz im Alter von 87 Jahren durch Komplikationen in Folge von Knochenkrebs im Northwestern Memorial Hospital in Chicago.

## Leistungen
Hershkovitz veröffentlichte in seiner Laufbahn über alle in der Neotropis vorkommenden Ordnungen der Säugetiere. Er konzentrierte sich dabei besonders auf die Evolution und Ausbreitung der Säugetiere und ihre Klassifikation, Nomenklatur und Systematik. Er beschrieb 67 neue Arten und Unterarten, die meisten davon in den Ordnungen der Nagetiere (Rodentia) und Primaten (Primates), und überarbeitete die Nomenklatur von zahlreichen Taxa. Aber auch andere Wissenschaftler profitierten von seinen Expeditionen in Südamerika, da Hershkovitz nicht nur Säugetiere für die Sammlungen des Field Museums mitbrachte.
Ein großes Schaffensfeld war auch die Primatologie. Von der National Science Foundation und den National Institutes of Health erhielt er über zwei Dekaden Forschungsgelder für die Erforschung der neotropischen Primaten bewilligt. 1977 erschien der erste Band der Living New World Monkeys, umfasste über 1.100 Seiten und wurde von Ronald H. Pine als „heroischste monumentalste Revision, die jemals einer neotropischen Gruppe gewimet wurde“ beschrieben. Es folgten weitere größere und kleinere Arbeiten speziell über die Neuweltaffen (Platyrrhini); ein weiterer Band der Living New World Monkeys erschien jedoch nie.
Sein Catalog of Living Whales (1966) wurde von John Edward Heyning (1957–2007) als „taxonomischer Rosettastein“ bezeichnet. Obwohl Hershkovitz sich nie mit Meeressäugern im Speziellen beschäftigt hatte, bildet sein Katalog eine wichtige Referenz für die Literatur und Taxonomie der Wale (Cetacea) des 19. Jahrhunderts.

## Ehrungen
Hershkovitz war seit 1977 korrespondierendes Mitglied des Explorers Club, Ehrenpräsident des 12. Congress of the International Primatological Society (1988), Distinguished Primatologist of the American Society of Primatologists (1991) und Ehrenmitglied der American Society of Mammalogists (seit 1991).
1987 erschien die ihm gewidmete Festschrift Studies in Neotropical Mammalogy. Es war erst die vierte Festgabe in der Geschichte des Field Museums, die für einen wissenschaftlichen Mitarbeiter am Museum produziert wurde. Vor ihm gab es Festgaben für Wilfred Hudson Osgood, Karl Patterson Schmidt und Rainer Zangerl.
Folgende Taxa wurden ihm zu Ehren benannt:
- Tinamus osgoodi hershkovitzi Blake, 1953[3]
- Hershkovitzia Guimarães & D’Andretta, 1956[4]
- Heteromys anomalus hershkovitzi Hernández-Camacho, 1956[5]
- Mustela felipei Izor & de la Torre, 1978[6]
- Aotus hershkovitzi Ramírez-Cerqueira, 1983
- Abrothrix hershkovitzi (Patterson et al., 1984)[7]
- Mohanamico hershkovitzi Luchterhand et al., 1986[8]
- Saimirioptes hershkovitzi O’Connor, 1987[9]
- Scapteromys hershkovitzi Reig, 1994[10]
- Eutrichophilus hershkovitzi Timm & Price, 1994[11]
- Bensonomys hershkovitzi Martin et al., 2002[12]
- Bassaricyon neblina hershkovitzi Helgen et al., 2013[13]

## Werke (Auswahl)
Hershkovitz veröffentlichte bis auf drei Artikel alle seine Arbeiten alleine. Patterson verzeichnet für ihn über 160 wissenschaftliche Artikel und Monographien; zusammen mit Beiträgen in Enzyklopädien und populärwissenschaftlichen Aufsätzen veröffentlichte Hershkovitz mehr als 300 Arbeiten.
- A systematic review of the Neotropical water rats of the genus Nectomys (Cricetinae) (= Miscellaneous Publications, Museum of Zoology, University of Michigan. Nr. 58). University of Michigan, Ann Arbor 1944 (englisch, umich.edu).
- Mammals of Northern Colombia. Preliminary Report No. 1: Squirrels (Sciuridae). In: Proceedings of the United States National Museum. Vol. 97, No. 3208. Smithsonian Institution, Washington 1947, S. 1–46, doi:10.5479/si.00963801.97-3208.1 (englisch, biodiversitylibrary.org).
- Mammals of Northern Colombia. Preliminary Report No. 2: Spiny Rats (Echimyidae), with Supplemental Notes on Related Forms. In: Proceedings of the United States National Museum. Vol. 97, No. 3214. Smithsonian Institution, Washington 1948, S. 125–140, doi:10.5479/si.00963801.3214.125 (englisch, biodiversitylibrary.org).
- Mammals of Northern Colombia. Preliminary Report No. 3: Water Rats (Genus Nectomys), with Supplemental Notes on Related Forms. In: Proceedings of the United States National Museum. Vol. 98, No. 3221. Smithsonian Institution, Washington 1948, S. 49–56, doi:10.5479/si.00963801.3221.49 (englisch, biodiversitylibrary.org).
- Mammals of Northern Colombia. Preliminary Report No. 4: Monkeys (Primates), with Taxonomic Revisions of Some Forms. In: Proceedings of the United States National Museum. Vol. 98, No. 3232. Smithsonian Institution, Washington 1949, S. 323–427, doi:10.5479/si.00963801.98-3232.323 (englisch, biodiversitylibrary.org).
- Mammals of Northern Colombia. Preliminary Report No. 5: Bats (Chiroptera). In: Proceedings of the United States National Museum. Vol. 99, No. 3246. Smithsonian Institution, Washington 1949, S. 429–454, doi:10.5479/si.00963801.99-3246.429 (englisch, biodiversitylibrary.org).
- Mammals of Northern Colombia. Preliminary Report No. 6: Rabbits (Leporidae), with Notes on the Classification and Distribution of the South American Forms. In: Proceedings of the United States National Museum. Vol. 100, No. 3265. Smithsonian Institution, Washington 1950, S. 327–375, doi:10.5479/si.00963801.100-3265.327 (englisch, biodiversitylibrary.org).
- Mammals of Northern Colombia. Preliminary Report No. 7: Tapirs (Genus Tapirus), with a Systematic Review of American Species. In: Proceedings of the United States National Museum. Vol. 103, No. 3329. Smithsonian Institution, Washington 1954, S. 465–496, doi:10.5479/si.00963801.103-3329.465 (englisch, biodiversitylibrary.org).
- Mammals of Northern Colombia. Preliminary Report No. 8: Arboreal Rice Rats, a Systematic Revision of the Subgenus Oecomys, Genus Oryzomys. In: Proceedings of the United States National Museum. Vol. 110, No. 3420. Smithsonian Institution, Washington 1960, S. 513–568, doi:10.5479/si.00963801.110-3420.513 (englisch, biodiversitylibrary.org).
- Evolution of Neotropical cricetine rodents (Muridae) with special reference to the phyllotine group (= Fieldiana: Zoology. Nr. 46). Chicago Natural History Museum, Chicago 1962 (englisch, biodiversitylibrary.org).
- Catalog of Living Whales (= United States National Museum Bulletin. Nr. 246). Smithsonian Institution, Washington 1966, doi:10.5479/si.03629236.246 (englisch, biodiversitylibrary.org).
- Living New World Monkeys (Platyrrhini). With an Introduction to Primates. Volume 1. University of Chicago Press, Chicago 1977 (englisch, XIV + 1117 S.).